# マッフェオ・バルベリーニの肖像
『マッフェオ・バルベリーニの肖像』（マッフェオ・バルベリーニのしょうぞう、伊: Ritratto di Maffeo Barberini、英: Portrait of Maffeo Barberini）は、17世紀イタリア・バロック期の巨匠ミケランジェロ・メリージ・ダ・カラヴァッジョが1598年ごろ、キャンバス上に油彩で制作した肖像画である。マッフェオ・バルベリーニは後に教皇ウルバヌス8世となった人物で、カラヴァッジョの庇護者でもあった。この肖像画は現在、フィレンツェの個人蔵となっているが、2024年11月から2025年2月までバルベリーニ宮国立古典絵画館に寄託され、一般公開されている。

## 作品
マッフェオ・バルベリーニは1586年にフィレンツェの富裕な家に生まれ、教皇庁に勤めていた叔父の庇護を受けてイエズス会の学校で学んだ後、ピサ大学で法学の学位をとった。そして教皇庁で働くようになり、能力と人間的魅力により出世し、ついには教皇にまで上りつめた。
この肖像画については、伝記作者ジョヴァンニ・ピエトロ・ベッローリが以下のように記している。

後に教皇ウルバヌス8世となったマッフェオ・バルベリーニ枢機卿のために、(カラヴァッジョ) は枢機卿の肖像画のほか、『アブラハムの犠牲』 (1603年ごろ、ウフィツィ美術館、フィレンツェ) を描いた。アブラハムは泣き叫ぶ息子の喉にナイフを突きつけている。

また、カラヴァッジョと同時代の美術通の医師ジュリオ・マンチーニ (Giulio Mancini) もメモ書きの中で本作について触れているほか、1633年にマッフェオ・バルベリーニが教皇に選出された際に作られた所蔵品目録にも「キエリコ・ディ・カーメラ (会計院聖職者)」だった時の肖像画」という記載がある。
この肖像画は失われたものと考えられていたが、実際にはバルベリーニ家に何世紀も継承されていたもので、1930年代に一家の所有地が失われた時に個人蔵となった。1963年にイタリアの美術史家ロベルト・ロンギによりカラヴァッジョの作品として発表され、ロンギによれば、カラヴァッジョの肖像画を理解するための鍵となる非常に重要な作品である。

ラファエロ『友人との自画像』 (1518-1520年ごろ)、ルーヴル美術館、パリ

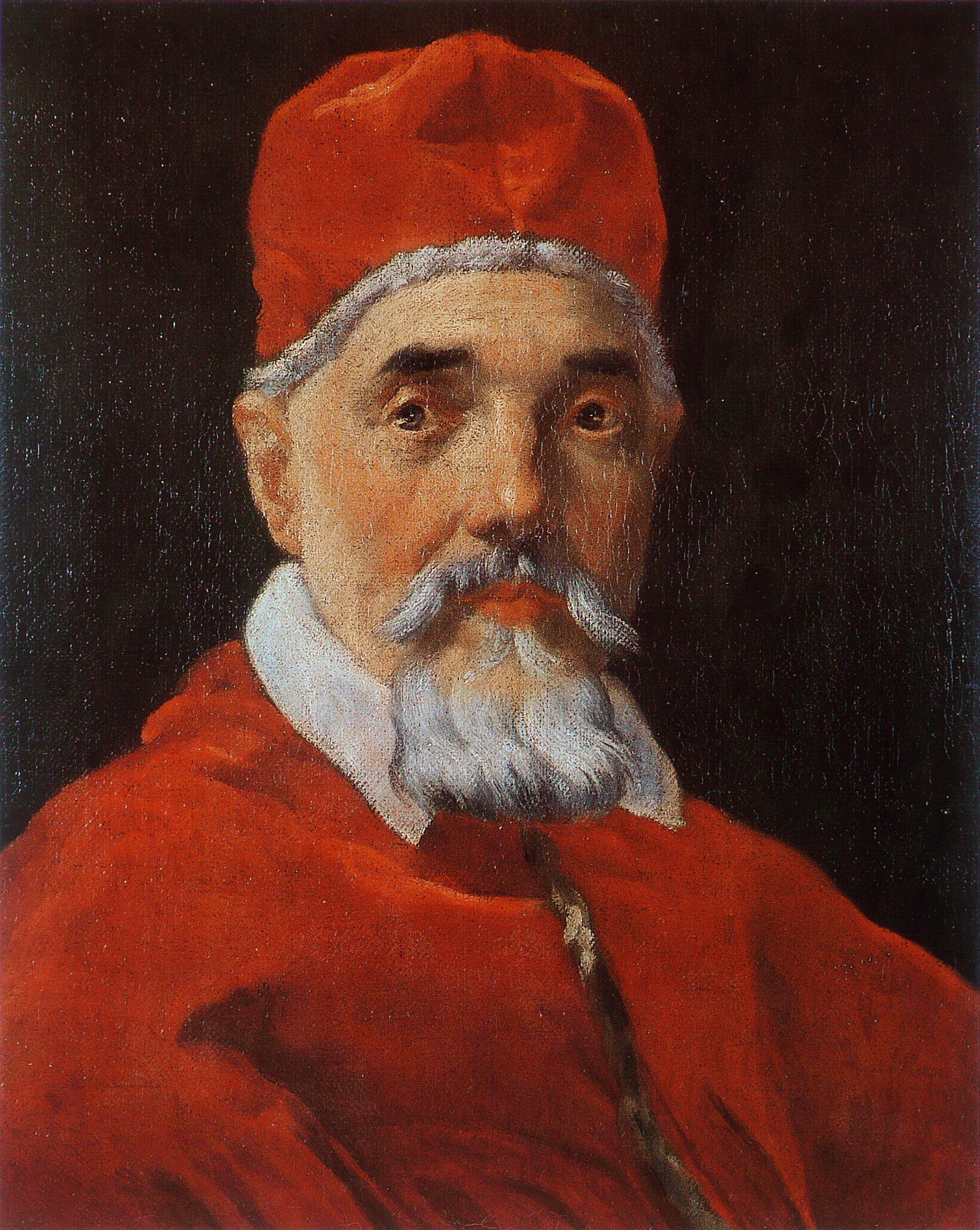
ジャン・ロレンツォ・ベルニーニ『教皇ウルバヌス8世の肖像』 (1518-1520年ごろ)、バルベリーニ宮国立古典絵画館、ローマ

画中のマッフェオ・バルベリーニの顔は、無地の背景にキアロスクーロで描かれている。彼の姿に三次元性を与えるため、光に照らし出された部分は暗い地と対照され、陰の部分は明るい地と対照されている。マッフェオ・バルベリーニは1606年に枢機卿になる前は会計院のメンバーを務めていたが、彼はその服装で描かれている。したがって、作品の制作年は、彼が会計院のメンバーに抜擢された1598年、あるいは1599年といわれている。
マッフェオ・バルベリーニは左手に書類を持ち、右手で何かを指さしながら精力的に語っているようである。椅子には文書を入れる筒が立てかけられている。彼のこのポーズは、ルネサンス期の巨匠ラファエロの『友人との自画像』 (ルーヴル美術館、パリ) を想起させる。また、後にジャン・ロレンツォ・ベルニーニが試みた「リトラット・パルランテ (Ritratto parlante＝話をする肖像)」を予見しているように見える。ちなみに、ベルニーニも教皇ウルバヌス8世となった後のマッフェオ・バルベリーニの姿を描いている。